# البطولات الوطنية الأمريكية 1952 (كرة مضرب)
قائمة بالأبطال في 1952 البطولات الوطنية الأمريكية لكرة المضرب (المعروفة الآن باسم أمريكا المفتوحة):

## الكبار

### فردي رجال
فرانك سيدجمان هزم  غاردنر ماولوي 6-1 6-2 6-3

### فردي سيدات
ماورين كونلي برانكر هزم  دوريس هارت 6-3, 7-5